# Ilha Grande (kommun)
Ilha Grande är en kommun i Brasilien.   Den ligger i delstaten Piauí, i den nordöstra delen av landet, 1 600 km norr om huvudstaden Brasília. Antalet invånare är 8 914.
Omgivningarna runt Ilha Grande är huvudsakligen savann. Runt Ilha Grande är det tätbefolkat, med 319 invånare per kvadratkilometer.